# Szigetmonostor
Szigetmonostor é um município da Hungria, situado no condado de Peste. Tem 23,51 km² de área e sua população em 2015 foi estimada em 2.519 habitantes.